# Santuario di Ise
Il grande santuario di Ise (伊勢神宮?, Ise-jingū) è un gruppo di jinja (santuari shintoisti) consacrato alla dea Amaterasu Omikami nella città di Ise, situata nella prefettura di Mie, in Giappone. I santuari del complesso vengono smantellati e ricostruiti sempre identici una volta ogni vent'anni, con spese esorbitanti. Gli edifici attuali, costruiti nel 2013, sono la sessantaduesima ricostruzione, la prossima è in programma per il 2033.

## Storia
Ufficialmente conosciuto semplicemente come jingū (santuario shinto di categoria speciale), è un enorme complesso costituito da oltre un centinaio di santuari autonomi, suddivisi in due zone principali: il gekū (外宮? letteralmente "santuario esterno") si trova nel villaggio chiamato Yamada ed è dedicato alla divinità Toyouke no Omikami, mentre il naikū (内宮? lett. "santuario interno") è situato nel villaggio di Uji e dedicato alla dea Amaterasu Omikami. I due complessi sono situati a sei chilometri di distanza e sono congiunti da una via di pellegrinaggio che passa attraverso il vecchio distretto di Furuichi. La grande sacerdotessa del santuario di Ise è legata tradizionalmente alla famiglia imperiale giapponese. Oggi, Sayako Kuroda.

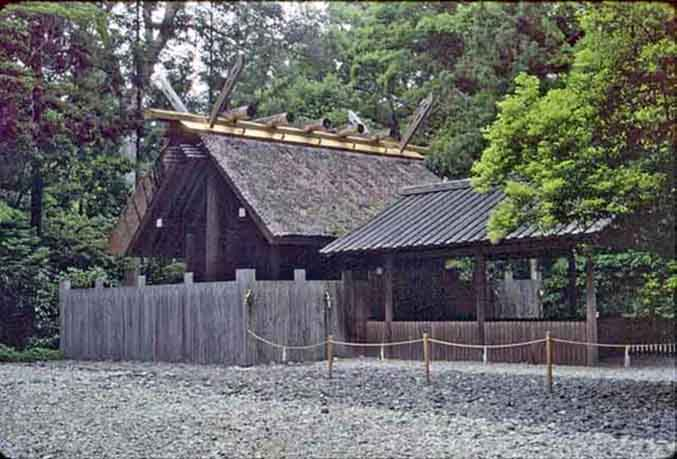
Uno dei tanti santuari minori (betsugū) del Grande Santuario

In accordo con la tradizione giapponese, i santuari furono originariamente costruiti nel 26º anno di regno dell'imperatore Suinin, all'inizio del I millennio dell'era cristiana, ma molti storici ne collocano la costruzione nel 692, anno in cui nella maggior parte delle ipotesi il grande santuario assunse la forma attuale. Il complesso è menzionato negli annali del Kojiki e del Nihonshoki (datati rispettivamente 712 e 720).
Il santuario di Ise custodisce il Sacro Specchio raffigurante Amaterasu, tesoro nazionale che rende il santuario il più importante sito sacro dello Shintoismo. L'accesso all'area dove è custodito lo Specchio è strettamente limitato, i laici e i turisti non possono vedere altro se non i tetti degli edifici centrali, nascosti dietro tre alte recinzioni di legno.
Il santuario è inserito nel Parco Nazionale di Ise-Shima, al cui interno si trovano numerosi altri siti sacri e storici come il Meoto Iwa (scogli sacri dello Shintoismo) e il Saiku (residenza nel periodo Heian della grande sacerdotessa del santuario, a quel tempo parente e incaricata dall'imperatore).